# Roger Cicero MacKinney
Roger Cicero MacKinney (24 de mayo de 1929-Mérida, Yucatán, 17 de octubre de 2015) fue un periodista, político y poeta mexicano.

## Biografía
Fue hijo de Víctor José Cicero Cervera y Rita MacKinney de la Huerta, hija del botánico y escritor yucateco Emilio MacKinney
Estudió periodismo en la Universidad Latinoamericana (1945-1949). Formó parte del grupo literario Voces Verdes, que en 1952 reabrió el camino a las nuevas letras peninsulares en Yucatán.
En 1963 obtuvo el Premio Nacional de los Juegos Florales de Yucatán, en ocasión del aniversario de la fundación de la ciudad de Mérida. El mismo año viajó por Centro y Sudamérica, divulgando sus poesías, y dejando en diarios y revistas de esa zona incontables ensayos y opiniones valoradas sobre literatura y temas arqueológicos mayas, otra de sus materias más queridas. A la fecha, es un poeta muy reconocido a nivel nacional e internacional.
Fue profesor del Seminario Conciliar de Mérida. Ingresó al Partido Acción Nacional en 1969 y fue diputado federal en la LII Legislatura del Congreso de la Unión. Candidato a gobernador del estado en las elecciones de 1987 y presidente del Comité Estatal del PAN-Yucatán. También diputado al Congreso de Yucatán en la LIII Legislatura local de 1994 a 1995.
Entre su obra publicada: Poemas de tierra y sangre (1960), El indio, el amor y el mar (1962), Canto de acción y gracias y Nueve poemas más (1969), Sonetos y reflexiones después de la lluvia (1979), El cuadernillo (1977), Las cartulinas: poemas a la madre (1977), La patria también es duelo, así como el libro La Casa.